# Лавольпе, Рикардо
Рикардо Антонио Лавольпе Гуарчони (исп. Ricardo Antonio La Volpe Guarchoni; род. 6 февраля 1952, Буэнос-Айрес) — аргентинский футболист и футбольный тренер. Играл на позиции вратаря, чемпион мира 1978 года. Выступал в 1970-е годы за «Банфилд» и «Сан-Лоренсо», а завершал карьеру в клубах Мексики. Большая часть тренерской карьеры связана с мексиканскими командами, в том числе он возглавлял мексиканскую национальную сборную на чемпионате мира 2006 года. Известен своей тактической гибкостью во время матчей и манерой поведения на тренерской скамейке.

## Биография
В годы игровой карьеры Лавольпе не смог добиться больших титулов в «Банфилде» и «Сан-Лоренсо». Завершал карьеру игрока он в мексиканских клубах «Атланте», который тогда ещё представлял город Мехико, и «Оастепек». Одним из самых ярких моментов в игровой карьере стало участие в чемпионате мира 1978 года в качестве запасного вратаря. Несмотря на то, что он так и не сыграл на том турнире, он также получил золотую медаль чемпиона мира.
Затем Лавольпе начал тренерскую карьеру. В чемпионате Мексики в течение 20 лет он возглавлял такие команды, как «Пуэбла», «Атланте», «Гвадалахара», «Керетаро», «Америка», «Атлас», «Толука» и «Монтеррей». Его команды выступали с переменным успехом. Как правило, они играли в атакующий футбол. Кроме того, в Лавольпе открылся талант открывать молодых игроков. В сезоне 1992/93 он привёл «Атланте» ко второму в их истории чемпионскому титулу.
В 2002 году Лавольпе был назначен главным тренером сборной Мексики. Уже спустя год он доказал свой высокий класс, обыграв в финале Золотого кубка сборную Бразилии. Затем его команда легко вышла в финальную часть чемпионата мира 2006 года, а также хорошо выступила на Кубке конфедераций 2005 года, дойдя до полуфинала турнира. На тот момент мексиканская команда сумела достичь 4-го места в рейтинге сборных ФИФА.
Также под его руководством мексиканцы сумели обыграть сборную Аргентины на Кубке Америки 2004, что не удавалось сделать североамериканцам очень долгое время. Но в четвертьфинале Мексика проиграла Бразилии. Как и в 1/4 финала Золотого кубка КОНКАКАФ 2005 года — от Колумбии. На Олимпийских играх 2004 года Мексика не смогла пройти дальше групповой стадии. Впрочем, результаты Олимпийской сборной не учитываются в рейтинге ФИФА.
На чемпионате мира 2006 года мексиканцы обыграли Иран, сыграли вничью с Анголой и проиграли Португалии. Таким образом, Мексика сумела в четвёртый раз подряд выйти в 1/8 финала мировых первенств.
Во время первой игры Мексики в финальной стадии против Ирана Лавольпе непрерывно курил в тренерской зоне, что привело к предупреждению от ФИФА, которая не разрешает курить во время матча. Лавольпе ответил, что он «скорее бросит футбол, чем курить», хотя позже согласился, что поступил неправильно.
После поражения в дополнительное время от Аргентины в 1/8 финала Лавольпе подал в отставку с поста главного тренера сборной Мексики. Он не дал итоговый отчет о выступлении команды, за что был раскритикован мексиканской прессой.
24 июля 2006 года Рикардо встретился с руководителями «Боки Хуниорс». 22 августа Лавольпе вступил в должность главного тренера «генуэзцев», сменив на этом посту Альфио Басиле, который ушёл в аргентинскую сборную.
Лавольпе начал с неприятного поражения 1:3 от главнейшего врага «Боки» — «Ривер Плейта» 8 октября. 12 октября «Бока» проиграла с тем же счётом уругвайскому гранду, «Насьоналю», а затем уступила и в серии пенальти и вылетела из Южноамериканского кубка. «Бока» трижды проиграла в чемпионате Апертуры, но всё же набрала одинаковое количество очков с «Эстудиантесом». В золотом матче сине-золотые уступили команде Диего Симеоне и титул достался клубу из Ла-Платы. Лавольпе дал слово, что покинет клуб, если проиграет в золотом матче, и сдержал его. В конце декабря он был назначен тренером «Велес Сарсфилд», но задержался там не долго. После того как Велес занял 10-е место в Клаусуре, он ушёл в отставку.
В 2008 году Рикардо Лавольпе возвратился в Мексику, возглавив «Монтеррей». Команда не могла выиграть первые 4 матча. В итоге 8-е место в лиге, и титул лучшего бомбардира достался нападающему клуба чилийцу Умберто Суасо. В плей-офф «Монтеррей» дошёл до полуфинала, в котором он проиграл «Сантос Лагуне». Болельщики «Монтеррея» положительно отзывались о работе Лавольпе, поскольку в предыдущие два года команда не могла дойти даже до стадии плей-офф. После Апертуры 2008 в клубе перестали выплачивать зарплату, и Лавольпе решил оставить команду.
28 января 2009 года Рикардо Лавольпе подписал контракт с «Атласом». Но продержался он там недолго, и 18 ноября его сменил Карлос Искья.
9 сентября 2010 года Лавольпе стал новым главным тренером сборной Коста-Рики. Аргентинец подписал контракт до июля 2014 года. 12 августа 2011 года покинул пост главного тренера сборной Коста-Рики.
Тренерская манера игры и философии футбола в Мексике имеет своих поклонников, её приверженцев даже называют «Лавольпистас». Игроки, которые прежде работали с Рикардо, как правило, отзываются о нём с теплотой и говорят о том, что он всегда интересуется их успехами.